# Spada (araldica)

Due spade in decusse, della famiglia Zampeschi

La Spada è un simbolo utilizzato in araldica per indicare l'omonima arma che, in genere, è colorata di argento ed è guarnita di oro, posta in palo.
Simboleggia origine e volontà guerriera. Talora indica minaccia per i nemici della famiglia.
Come ornamento esterno ha vari significati, a seconda della posizione:
- due spade ai lati dello scudo individuano la dignità di contestabile;[3]
- due spade infoderate e accollate dietro lo scudo indicano invece il Grande Scudiere.[3]

Abitualmente la spada, d'acciaio — o d'argento — e guernita d'oro, è posta in palo e con la punta in alto.
La spada a due tagli è spesso raffigurata come attributo di san Paolo.

## Galleria d'immagini

Spada alta d'argento (famiglia Aoustin de la Poitevinière)
Di rosso, alla spada d'argento manicata d'oro, posta in banda (Chimay, Belgio)
Grifone impugnante una spada (stemma di Grosseto)
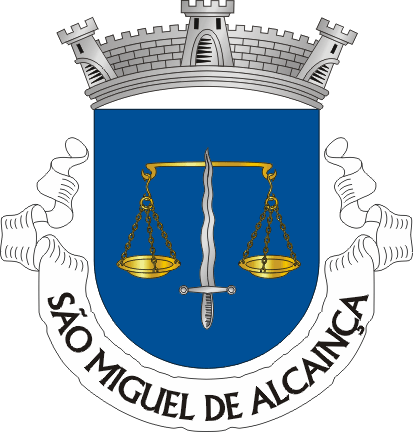
Spada ondeggiante (freguesia di São Miguel de Alcainça, Mafra, Portogallo)
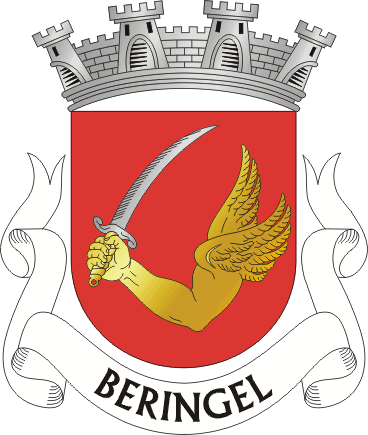
Spada ricurva (freguesia di Beringel, Beja, Portogallo)
Santa tenente una spada (Golub-Dobrzyń, Polonia)
Spada con la punta all'insù (Kryčaŭ, Bielorussia)
Arcangelo Michele tenente una spada posta in sbarra (Schopfheim, Germania)
Croce-Spada di Santiago

### Fonti
- Vocabolario araldico ufficiale seguito dal dizionarietto di voci araldiche francesi tradotte in italiano per cura di Antonio Manno, Roma, 1907. URL consultato il 10 aprile 2018 (archiviato dall'url originale il 14 aprile 2011).